# Ковалёв, Алексей Леонтьевич
Алексей Леонтьевич Ковалёв (10 мая 1925, Бурлин — 7 сентября 1997, Киев) — советский военнослужащий, гвардии младший сержант, запечатлённый на знаменитом снимке советского фотокорреспондента Евгения Халдея «Знамя Победы над Рейхстагом».

## Биография
Родился 10 мая 1925 года в посёлке Бурлин Бурлинского района Уральской области, РСФСР. Русский. Образование среднее.
В 1942 году был призван в Красную Армию. В боях Великой Отечественной войны с декабря 1942 года. Разведчик Ковалёв особенно отличился на завершающем этапе войны, в боях за освобождение Польши и штурме Берлина.
Когда Халдей добрался до Рейхстага, из которого выбили гитлеровцев, флагов там уже было установлено множество. Он спросил, кто первым водрузил флаг над Рейхстагом. Все указали на Алексея Ковалёва, Исмаилова и Леонида Горычева. Затем Халдей достал свой флаг и попросил их помочь забраться на крышу. Найдя удобную точку для съёмки, он отснял две кассеты. Флаг привязывал Ковалёв. Ему помогали старшина разведроты Гвардейской Краснознаменной ордена Богдана Хмельницкого Запорожской стрелковой дивизии Абдулхаким Исмаилов из Дагестана (1916—2010) и минчанин Леонид Горычев.
Умер на 73-м году жизни 7 сентября 1997 года. Похоронен в Киеве на Байковом кладбище (участок № 49а).

## Награды
- Полный кавалер ордена Славы